# Netretić
Netretić je općina u Hrvatskoj, u Karlovačkoj županiji.

## Zemljopis
Netretić je malo mjesto na brijegu iznad Pokuplja udaljenom 15-ak kilometara od Karlovca. Područje općine Netretić spada u srednje Pokuplje.
Netretić još nazivaju i drugim vratima Hrvatske jer kroz općinu prolaze povijesne ceste Karolina i Lujzijana te važni cestovni smjerovi prema moru ili unutrašnjosti Hrvatske i Sloveniji što daje veliku prednost razvoju trgovine, turizma i ukupnog gospodarstva općine.

## Općinska naselja
Baići, Bogovci, Brajakovo Brdo, Bukovje Netretićko, Culibrki, Donje Prilišće, Dubravci, Dubravčani, Goli Vrh Netretićki, Gornje Prilišće, Kolenovac, Kučevice, Kunići Ribnički, Ladešići, Lončar Brdo, Lonjgari, Maletići, Mali Modruš Potok, Mračin, Mrzljaki, Netretić, Novigrad na Dobri, Pavičići, Piščetke, Planina Kunićka, Račak, Rešetarevo, Rosopajnik, Skupica, Srednje Prilišće, Straža, Tončići, Veliki Modruš Potok, Vinski Vrh, Vukova Gorica, Zaborsko Selo, Zagradci, Završje Netretićko

## Stanovništvo
Stanovništvo je homogenog nacionalnog sastava s 99% Hrvata. Zadnjih godina osjeća se polagano povećanje broja stanovnika zbog bolje prometne povezanosti.

### Netretić (naseljeno mjesto)
- 2001. – 50
- 1991. – 88 (Hrvati – 80, ostali – 8)
- 1981. – 86 (Hrvati – 84, Jugoslaveni – 1, ostali – 1)
- 1971. – 102 (Hrvati – 102)

## Poznate osobe
- Ivan Šubašić, hrvatski odvjetnik, političar, prvi i jedini ban Banovine Hrvatske
- Blaž Lorković, ekonomist, pravnik, kulturni i politički djelatnik, utemeljitelj hrvatske političke ekonomije.
- Pavao Miljavac, general Hrvatske vojske i bivši ministar obrane Republike Hrvatske.

## Vanjske poveznice
- Služene stranice Općine Netretić